# James Dyson
Sir James Dyson (2 de maig de 1947) és un inventor, enginyer de disseny industrial britànic i fundador de l'empresa Dyson . Era conegut per ser l'inventor de l'aspiradora sense bossa Dual Cyclone, que es basa en el principi de separació ciclònic. Segons el Sunday Times Rich List 2020, la seva riquesa neta és de 16,200 milions de lliures. Va ocupar el càrrec de provost del Royal College of Art d'agost del 2011 a juliol del 2017, i va inaugurar una nova universitat al Campus Wiltshire Dyson el setembre del 2017.

## Europa

### Pro-Brexit
Dyson va ser un dels líders empresarials britànics més prominents en donar suport públicament al Brèxit abans del referèndum el juny de 2016. Des d'aleshores, Dyson ha afirmat que la Gran Bretanya hauria d'abandonar el mercat únic i que això "alliberaria" l'economia i permetria al Regne Unit signar els seus propis acords comercials arreu del món. El 2016, un 19% de les exportacions de Dyson Ltd van anar a països de la Unió Europea (en tarifes de l'OMC), comparat amb un 81% a països no membres de la Unió Europea. El 2017, Dyson va suggerir que el Regne Unit hauria d'abandonar la UE sense cap acord i que "la incertesa és una oportunitat". Prèviament, el 2014, havia dit que votaria a favor d'abandonar la UE per evitar ser "dominat i assetjat pels alemanys". El novembre de 2017, Dyson va criticar les negociacions del govern britànic del Brexit i va dir que "hauríem d'anar-nos-en i ja vindrien ells". Després de fer-se públic el gener del 2019 que la seva empresa havia traslladat la seu de Malmesbury a Singapur va ser acusat d'hipocresia.